# 希臘5號高速公路

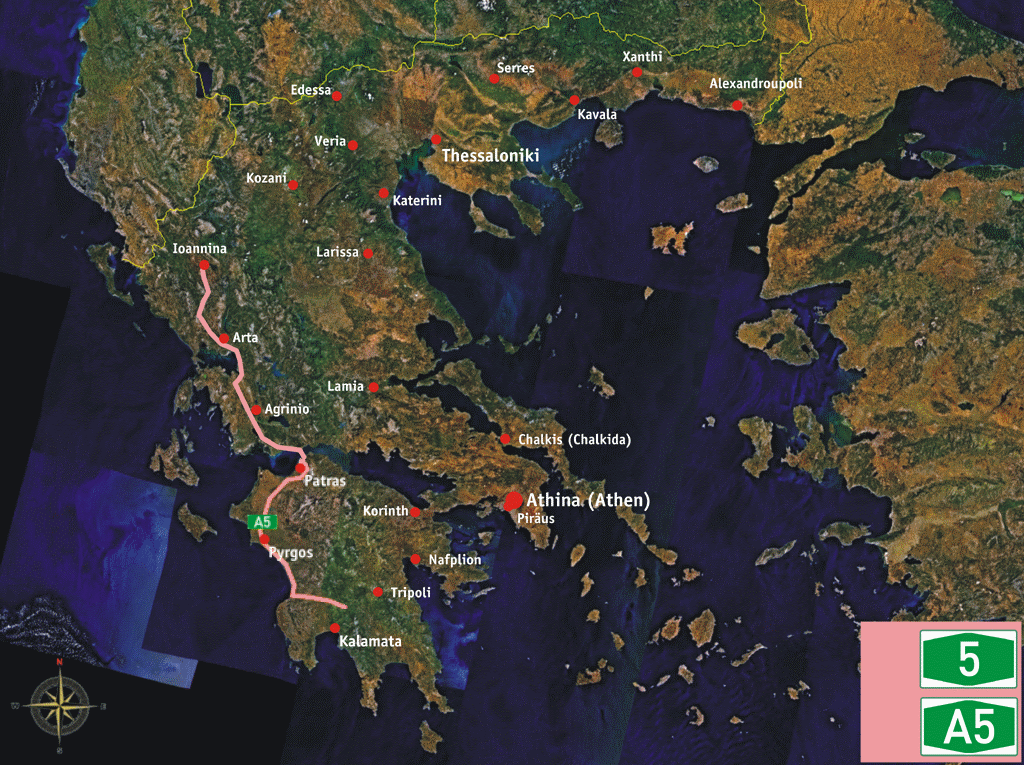
希腊5號高速公路

希腊5號高速公路（希臘語：Αυτοκινητόδρομος 5），为希腊一條興建中的高速公路，縱貫希臘西海岸。北段又稱伊奧尼亞公路（Ιονία Οδός），始於約阿尼納，並以里翁-安迪里翁大桥貫通里翁海峽，連接南段、縱貫伯羅奔尼撒的奧林匹亞公路（Ολυμπία Οδός）。總長度196 km（122 mi）。为欧洲E55公路和歐洲E951公路的一部分，北部路段預計2017年通車。